# Jardí (Pidelaserra)
Jardí és una pintura (oli sobre tela) de 33 × 41 cm realitzada per Marià Pidelaserra i Brias el 1903, la qual es troba a la Biblioteca Museu Víctor Balaguer.

## Context històric i artístic
Pidelaserra fou sens dubte el primer pintor català en adoptar plenament i sense cauteles la tècnica de l'impressionisme francès, després que la pogué conèixer directament en una estada a París entre 1899 i 1901, la qual li obrí els ulls a la modernitat pictòrica internacional. L'impressionisme, però, va significar per a Pidelaserra només un punt de partida, un trampolí des del qual el pintor emprengué una trajectòria estètica aventurada i personal.

## Descripció
Aquest fragment de jardí, corresponent al de la casa dels Deu i Mata a Les Corts, és fruit d'un primer canvi evolutiu que Pidelaserra experimentà arran de la seua campanya en solitari pel Montseny (l'estiu del 1903) quan empetití la seua pinzellada i arribà a un estil proper al divisionisme, tendència que aviat abandonà per a crear un ingenuisme o primitivisme molt personal que, tanmateix, havia de dificultar la seua projecció professional en ser un estil poc agradós als ulls del públic més popular.